# Патум из Берге
Патум из Берге или једноставно Ла Патум је традиционални фестивал који се сваке године слави у каталонском граду Берга током празника Пресветог Тела и Крви Христове (Corpus Christi). Фестивал се састоји од позоришних представа и парада разних ликова који анимирају улице овог каталонског града северно од Барселоне. Прослава се одржава сваке године између краја маја и краја јуна.
Ђенералитат Каталоније га је 1983. године прогласио традиционалним фестивалом од националног интереса. Унеско га је 2005. прогласио ремек-делом усменог и нематеријалног наслеђа човечанства, а 2008. уписао га на своју репрезентативну листу.

## О фестивалу
Ванредни састанак општинског већа, појављивање Табала (бубањ), и Quatre Fuets (четири бича) најављују свечаности. Табал је гласник фестивала. Звук његовог такта (па-тум, па-тум) је овом фестивалу дао име од касног 18. века. Наредних дана одржавају се бројне прославе, од којих су најзначајније параде, Церемонијалн патум, Дечји патум и Пуни патум. Таба (тамбура), Кавалети (коњи од папир-машеа), Мацас (демони који вуку буздоване и бичеве), Гуите (мазге змајеви), орао, џиновски патуљци, Пленс (ватрени демони) и дивови обучени као Сарацени парадирају, изводе акробатске трикове, пале ватромете и шире музику међу радосном публиком. Сви ови ликови се удружују да изведу последњи плес, Тирабол.

## Порекло и значај
„Ла Патум“ потиче од прехришћанских прослава летњег солстиција, којима је Католичка црква дала нову симболику у оквиру својих прослава Corpus Christi. У Берги, најраније сачувано спомињање ове прославе је 20. мај 1454. године. Фестивал је еволуирао и укључио више елемената популарног и религиозног позоришта у средњем веку, што је довело до јединствене комбинације дивова, ђавола, анђела и других ликова бизарног изгледа.
Упркос религиозном значају, и Патумовом пореклу од „евхаристијских представа“, у свом садашњем облику то је пре представа популарног позоришта. Јединствена је у Каталонији. За Патум су заинтересовани и антрополози и стручњаци за фолклор.